# جتا آماتا
جتا آماتا (انگلیسی: Jeta Amata؛ زادهٔ ۲۱ اوت ۱۹۷۴) کارگردان فیلم اهل نیجریه است. وی یکی از موفق‌ترین فیلمسازان غرب آفریقاست.
از فیلم‌ها یا مجموعه‌های تلویزیونی که وی در آن‌ها نقش داشته‌است، می‌توان به نوامبر سیاه اشاره نمود.